# Hospital (Irland)
Hospital (irisch An tOspidéal) ist eine Stadt im Osten des County Limerick im zentralen südlichen Binnenland der Republik Irland.

## Geschichte
Eine mögliche Ableitung für den Namen des Orts geht auf den Malteserorden (über engl.: Knights Hospitaller) zurück, der hier im Jahr 1215 eine archäologisch bedeutsame Kathedrale errichtete. Diese Kathedrale beherbergt die Überreste dreier Grabanlagen (engl. tomb) aus dem 13. und 14. Jahrhundert.

## Geografie
Hospital liegt an der Grenze zum County Tipperary, 25 km südsüdwestlich von Limerick City und 21 km westlich der Stadt Tipperary, und hatte bei der Volkszählung 2022 eine Einwohnerzahl von 674 Personen.
Der Ort liegt an einer Kreuzung der Regionalstraßen R516 und R513 – Old Cork Road – von Limerick City nach Mitchelstown und wartet u. a. mit einer Reihe von Outlets und anderen Geschäftsbetrieben auf.